# تعجر الأنف

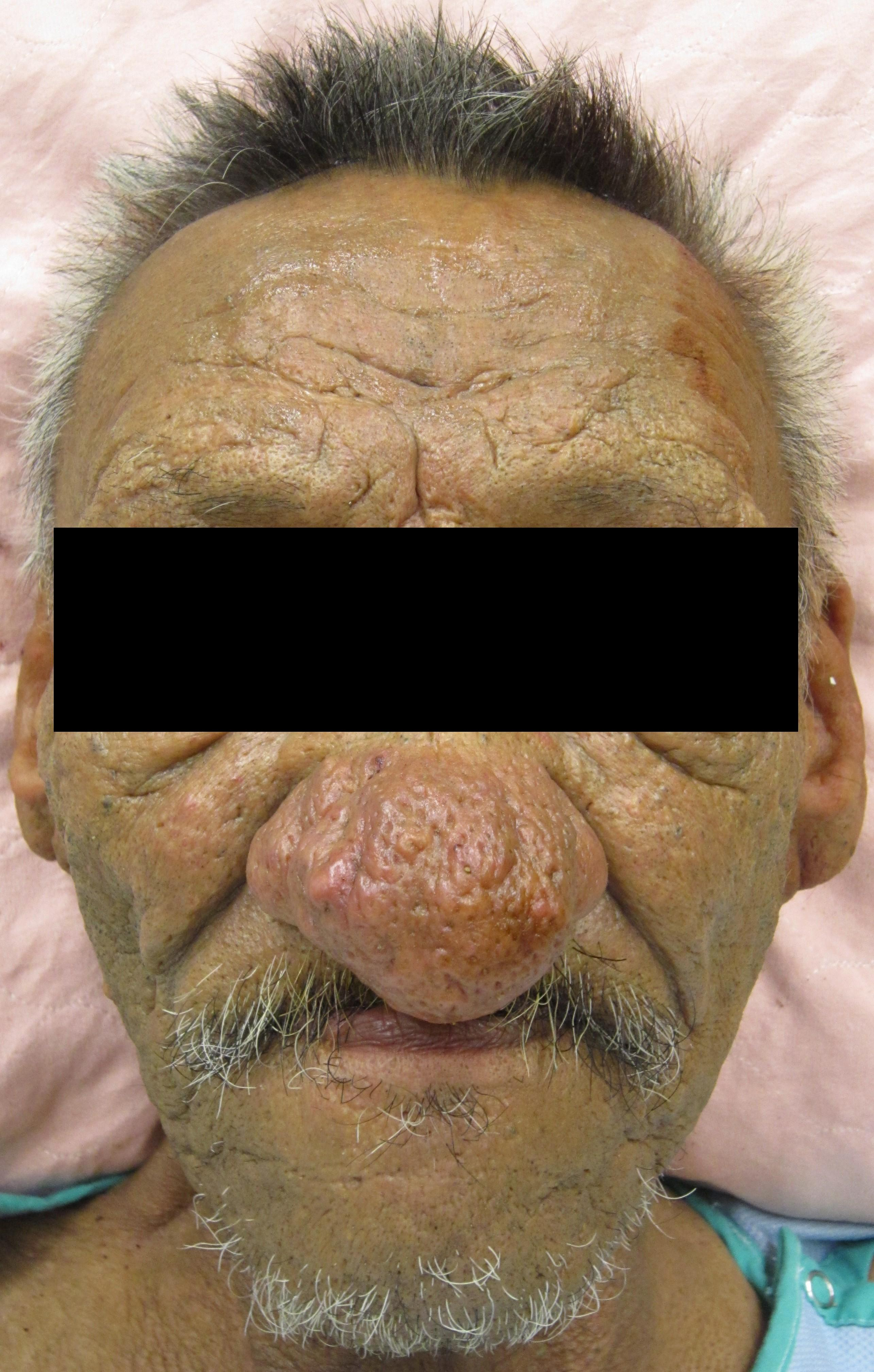
تعجر الأنف

تعجّر الأنف أو تضخم الأنف (بالإنجليزية: Rhinopyma)‏ هو مصطلح وصفي لتغير مظهر الأنف، حيث يبدو عريضاً ومنتفخاً وحبيبياًّ ووردي اللون، وهو ناتج عادة لعد وردي غير معالج.